# Bafoussam
Bafoussam Kamerun egyik legnagyobb városa. A nyugati tartomány központja.

## Történelem
Bafoussamot 1960-ban  emelték városi rangra, előtte a bamalike  törzs lakta a települést. A XIV. századig visszanyúlik a története. Mai területén is a bamalikék a legjelentősebb népcsoport. 
A népessége 2005-ben 239 287 fő, 2008-ra elérte a 347 517 lakost.

## Gazdaság
A város gazdasága a mezőgazdaságra épül, termelnek kávét, teát és dohányt.
Van egy kávéfeldolgozó üzem és sörgyár a városban. 
Bafoussam piaci központ, két piaccal rendelkezik. Több szupermarkete és filmszínháza épült. 

## Közlekedés
Bafoussamban  egy nemzetközi repülőtér várja a légi utasokat.

## Sport
A városban nemrég  épült egy új stadion, amely a helyi  labdarúgócsapat, az Racing Club „székhelye”. Két neves labdarúgó is Bafoussam szülötte: Geremi Njitap és Pierre Webó.